# Обійми вампіра
«Обійми вампіра» (англ. Embrace of the Vampire) — американський еротичний фільм жахів 1995 року, знятий режисером Енн Гурсо. У ньому в ролі Шарлотти грає Алісса Мілано, цнотливої дівчини, яку переслідує вампір, якого грає Мартін Кемп.

## Сюжет
Шарлотта — «цнотлива» добра дівчина, якій сняться еротичні сни, де вона зустрічає свого коханого — темного, красивого вампіра — якого самого давно покусали вампіри-німфи, і який бачить Шарлотту як реінкарнацію своєї давно втраченої коханої принцеси. Мрії Шарлотти заважають її стосункам із більш приземленим справжнім хлопцем Крісом. Вампір дарує Шарлотті анкх, який змінює її поведінку, коли вона його носить. Шарлотту тягне до світу вампіра, але її турбують її бажання. Шарлотта бореться між цими протилежними сутностями, зрозумівши, що їй доводиться вибирати не тільки між своїм хлопцем і таємничим нічним відвідувачем, а й між світлом і темрявою, добром і злом.
під впливом «Вампіра» Шарлотта починає поводитися розпусно, йдучи на вечірку лише в ботильйонах і короткій сукні з глибоким вирізом з гардеробу своєї подруги Ніколь. Вона випила свій напій, і після короткого поцілунку зі студентом на ім'я Майло їх перебиває його дівчина Еліза, «кампусна повія». Вампір втручається, вбиваючи Елізу, б'ючись її головою об двері Шарлотти, а потім злизуючи кров з дверей, поки Шарлотта слухає в стані збудження з іншого боку.
Шарлотта то занурюється у сон, то виринає з нього, коли Вампір просить її прийти до нього. Він вважає, що тут (на Землі) для неї нічого не залишилося, і йому залишилося існувати лише кілька годин, якщо він не зможе змусити Шарлотту покохати його. Після кількох сцен сну Шарлотта опиняється у вежі з вампіром. Кріс теж там, але Вампір відштовхує Кріса і готовий вкусити Шарлотту, коли вона вимовляє ім'я Кріса. Спочатку він просить її не думати про Кріса, а думати про себе і про нього як про пару. Потім, після того, як Шарлотта знову вигукує ім'я Кріса, Вампір гнівно попереджає її, що вона не може прийняти любов Кріса у вічне життя, яке він їй пропонує, і зникає. Історія завершується тим, що Шарлотта і Кріс прокидаються вранці і ніжно цілуються, а Вампір зустрічає свою смерть у своїй порожній кімнаті.

## Акторський склад
- Алісса Мілано — Шарлотта Веллс
- Мартін Кемп — Вампіра
- Гаррісон Прютт — Кріс
- Джордан Ледд — Еліза
- Рейчел Тру — Ніколь
- Шарлотта Льюїс — Сара
- Дженніфер Тіллі — Маріка
- Ребекка Ферратті — принцеса
- Джон Рідлінгер — Майло

## Виробництво
Стосовно своїх оголених сцен у фільмі Мілано сказала в інтерв'ю 1995 року: «Я не скажу, що мною маніпулювали, змушуючи робити те, чого я не хотіла. Я зробила це, тому що це була жінка-режисер, і я відчувала себе захищеною. І я багато чому навчилася, наприклад, де знаходиться камера і яке охоплення їй потрібне, щоб не все було відверто».
В інтерв'ю, опублікованому в 2005 році, режисер Енн Гурсо сказала, що фільм «був знятий за 500 000 доларів за тринадцять днів». За її оцінками, завдяки продажу відео «це заробило, можливо, 15 мільйонів доларів».

## Відгуки
У ретроспективній позитивній рецензії для Fangoria Александра Геллер-Ніколас написала про фільм: «„Обійми вампіра“ — це добре, погано, весело з 90-х, і завдяки ширшим переконливим історіям про Мілано та Гурсо, які доповнюють його, це робить непогана поїздка».